# Katedra św. Andrzeja w Amalfi
Katedra  św. Andrzeja – rzymskokatolicki kościół katedralny w Amalfi w regionie Kampania prowincji Salerno we Włoszech. Obecnie siedziba arcybiskupa diecezji Amalfi-Cava de’ Tirreni. Do 1986 r. siedziba biskupa diecezji Amalfi założonej w VI wieku. Kompleks budowli, w skład którego wchodzą budowle z różnych wieków i stylów.  Jedną z nich jest bazylika Krucyfiksu z IX wieku, z której prowadzą schody do krypty św. Andrzeja Apostoła, gdzie przechowywane są jego relikwie.

## Historia
W miejscu wczesnochrześcijańskiej świątyni w IX w. zbudowano kościół, bazylikę Krucyfiksu, w którym obecnie znajduje się muzeum diecezjalne.  Drugi kościół, obecna katedra, został dobudowany w X wieku. W ten sposób powstał sześcionawowy kościół romański. W XII w. jedną z naw zburzono i jej miejscu dobudowano krużganek w stylu arabsko-normańskim zwany Rajskim krużgankiem. Szczątki św. Andrzeja Apostoła zostały przewiezione do Amalfi w czasie IV Krucjaty i pochowane w krypcie w roku 1208. Dzwonnica została dobudowana na przełomie wieków XII i XIII. W 1861 r. zawaliła się część fasady. Fronton kościoła został następnie przebudowany według projektu architekta Errico Alvino. W roku 1891 przebudowa została ukończona i uzyskując bardzo ozdobną, obecną formę. Wnętrze świątyni jest bogato udekorowane mozaikami, freskami, obrazami i rzeźbami.  Nad ołtarzem znajduje się obraz namalowany przez Andrea dell'Asta (1673–1721) Męczeństwo świętego Andrzeja, a w krypcie znajduje się rzeźba z brązu przedstawiająca św. Andrzeja Apostoła autorstwa Michelangelo Naccherino (1550–1622).

## Galeria

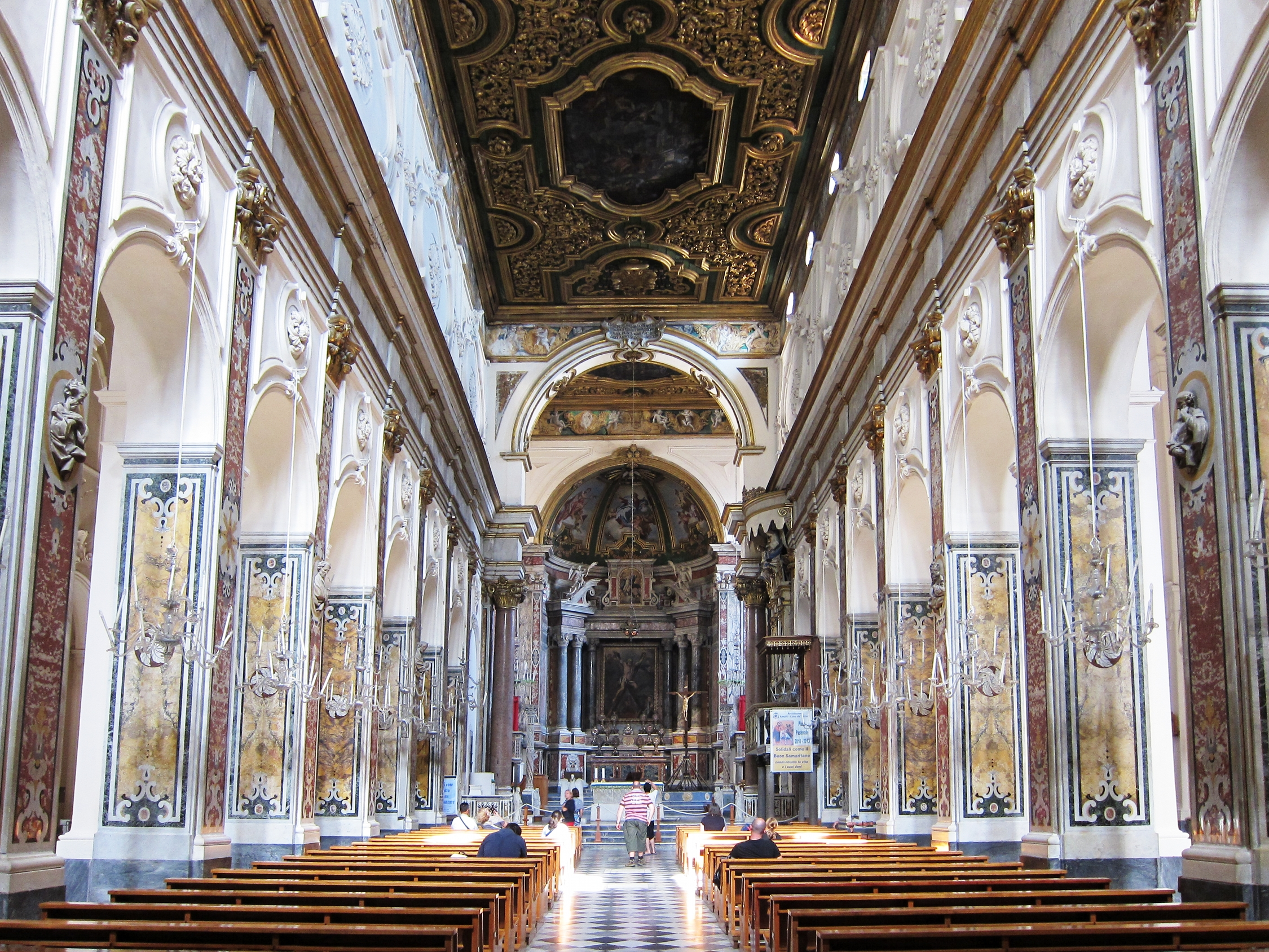
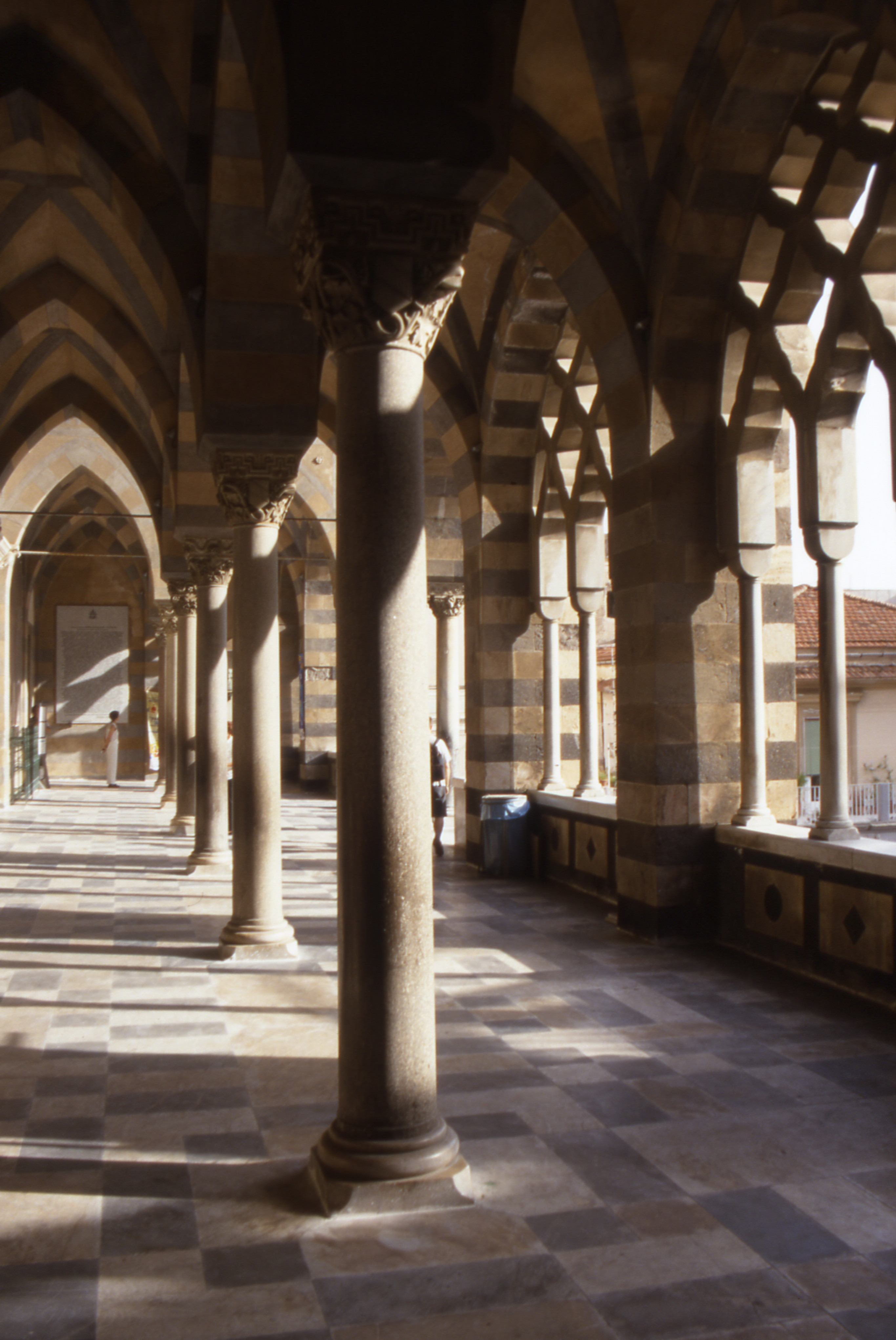
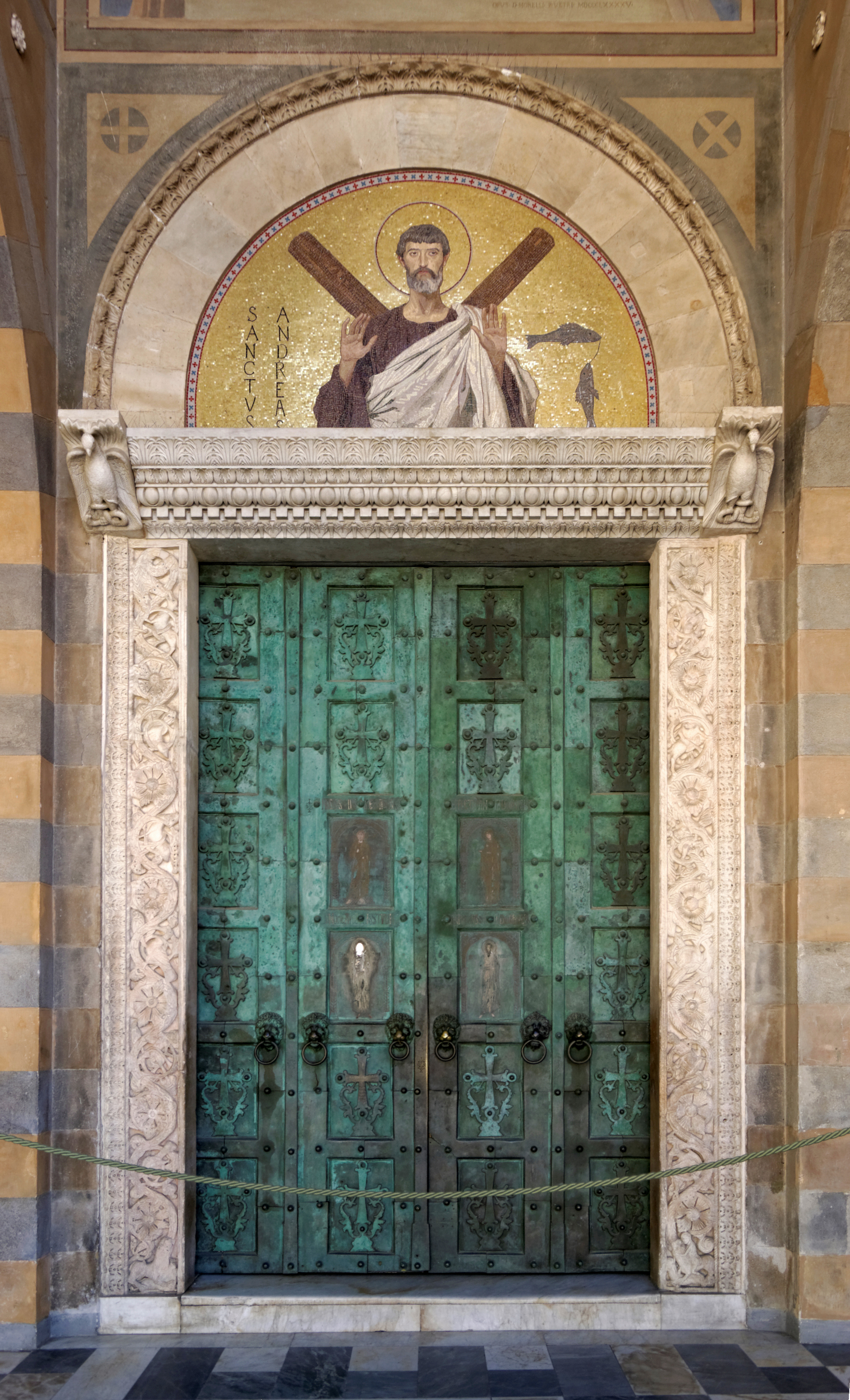
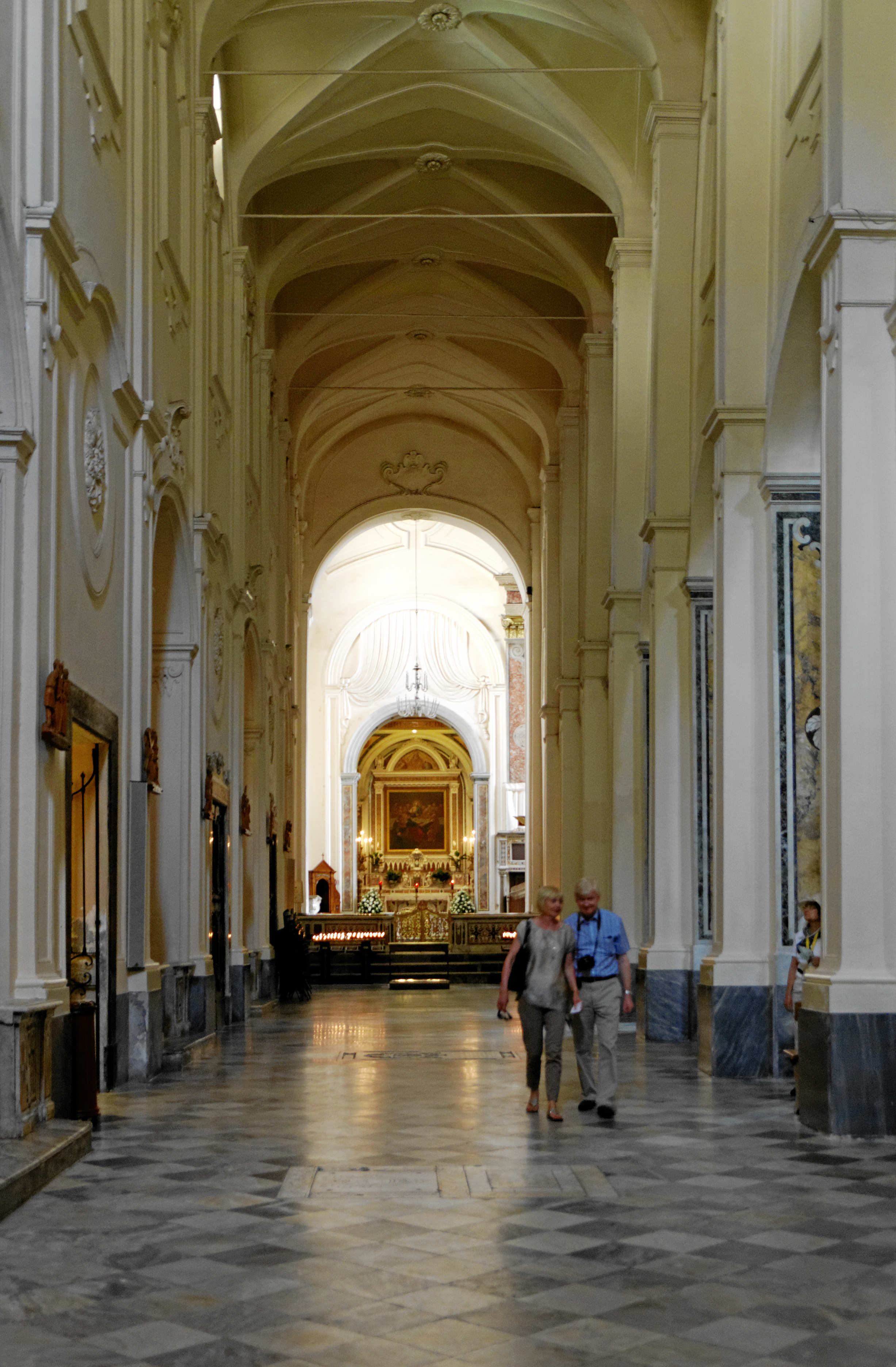
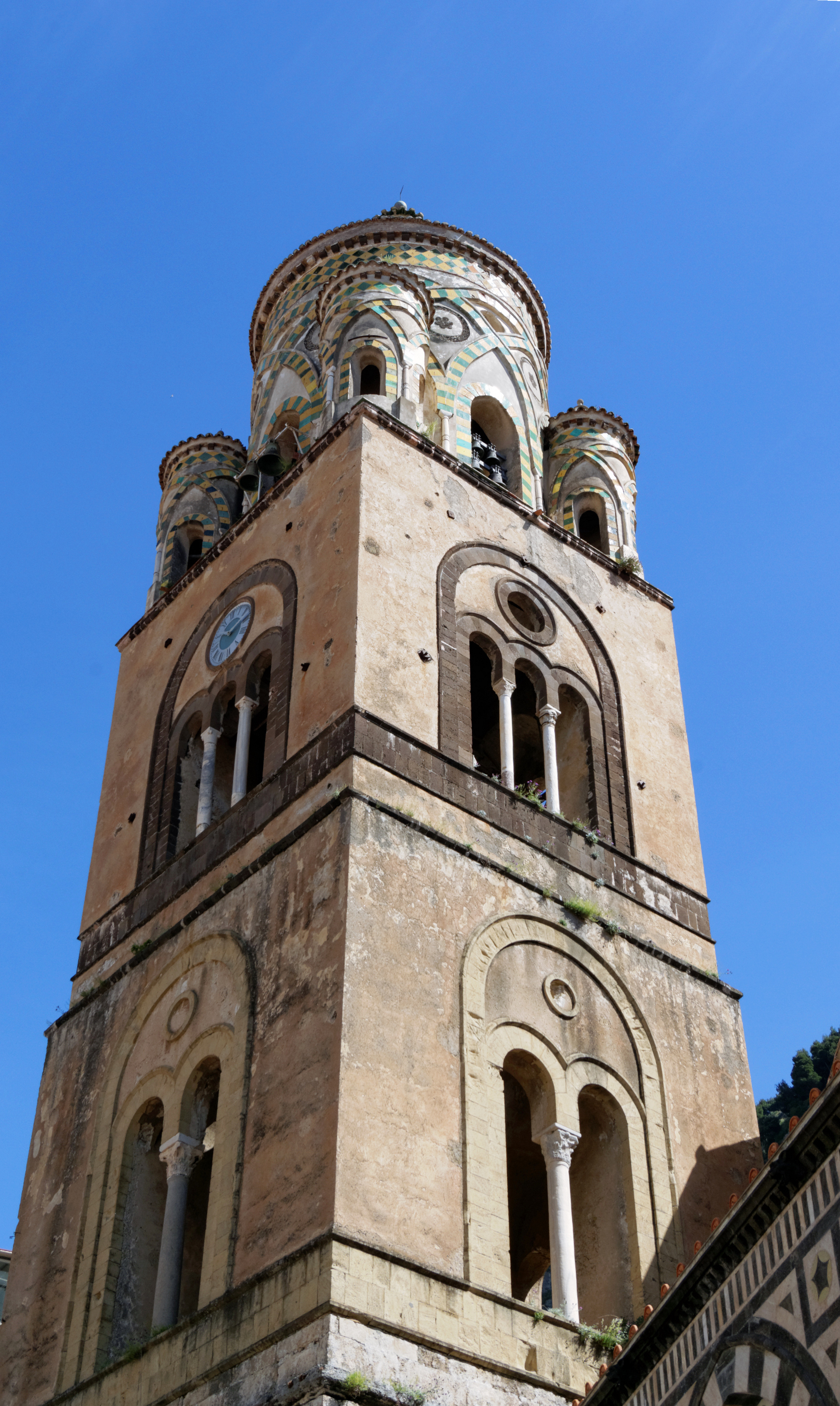
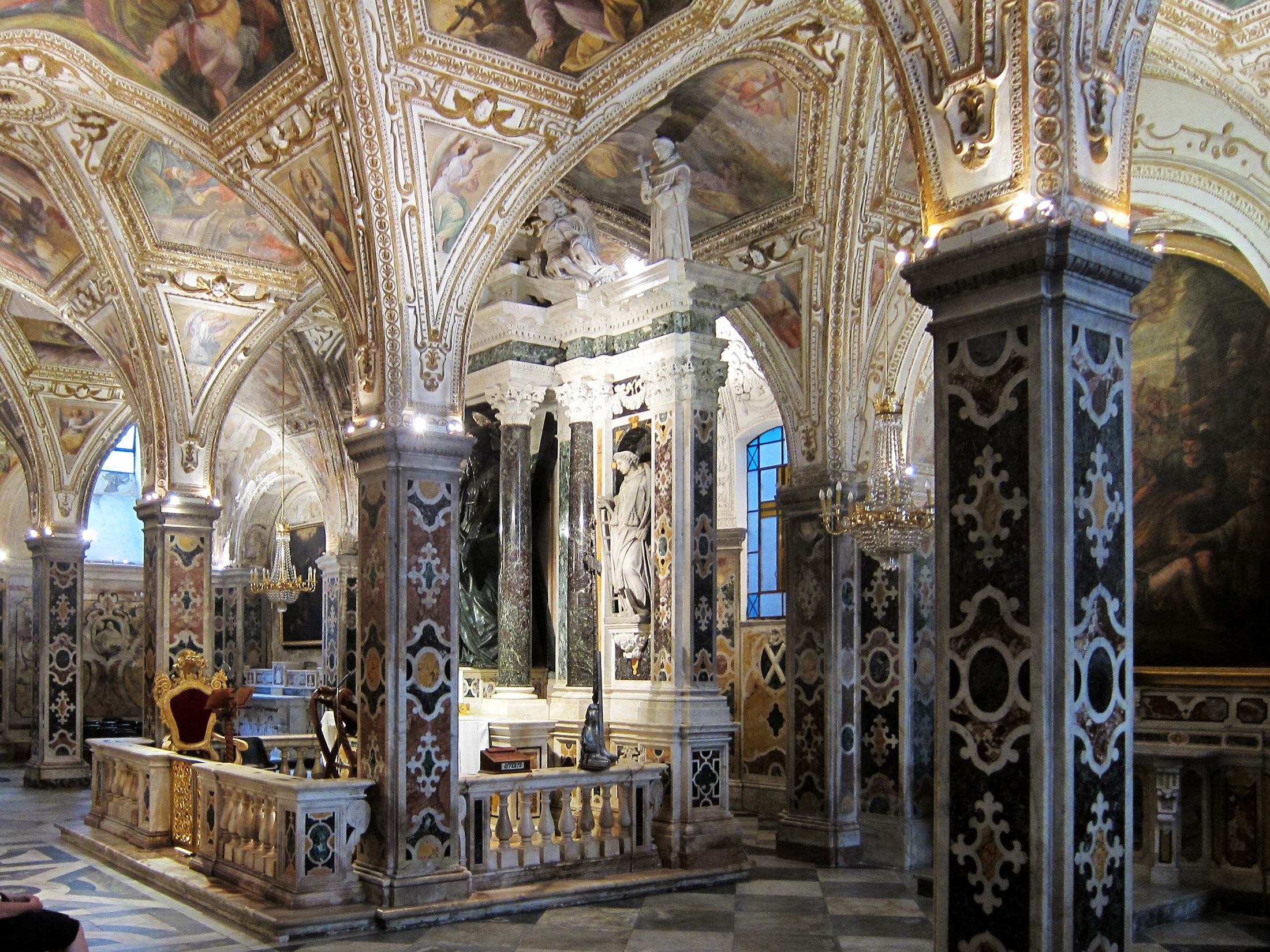